# Claude Louis Hector de Villars
Pour les articles homonymes, voir Villars.
Claude Louis Hector de Villars est un militaire et diplomate français, né le 8 mai 1653 à Moulins (royaume de France) et mort le 17 juin 1734 à Turin (royaume de Sardaigne). Maréchal de France (1702), duc (1705) et pair de France (1709), président du Conseil de la guerre (1715-1718), il est élevé en 1733 à la dignité exceptionnelle de maréchal général des camps et armées du roi.

## Biographie
Il est le fils de Pierre de Villars, lieutenant général des armées du Roi, ambassadeur en Espagne, en Savoie et au Danemark, gouverneur de Besançon, chevalier des ordres du Roi, et de Marie Gigault de Bellefonds, par sa mère, il est le cousin germain de Bernardin Gigault de Bellefonds, maréchal de France.
Issu d'une famille de noblesse récente, anoblie en 1586 (notables et négociants lyonnais, seigneurs de La Chapelle-Villars, sans lien avec les Thoire-Villars, ni les Savoie-Villars, ni les Villars-Brancas), il se présente néanmoins dans ses Mémoires comme descendant d'une grande famille du Moyen Âge.

### Militaire et diplomate
Il est élève au collège de Juilly de 1664 à 1668.
Après de brillantes études au collège de Moulins, Louis-Hector, marquis de Villars, entre aux pages de la Grande Écurie en 1670, puis aux mousquetaires en 1671. Il servit comme aide de camp du maréchal de Bellefonds et suivit le Roi au siège d'Orsoy. Il se trouva aux sièges de Zutphen, Crèvecœur et Doesbourg.
Le courage qu'il fit paraître au passage du Rhin, le fit nommer au grade de cornette à la compagnie de chevau-légers de Bourgogne, dont il fut pourvu par brevet du 22 juillet. Villars finit la campagne au sein de la gendarmerie d'ordonnance.
Il partit l'hiver suivant 1673 pour Madrid où il alla féliciter le Roi d'Espagne sur sa convalescence. De Madrid il se rendit auprès du Roi de France au siège de Maastricht, et acheva cette campagne avec le Vicomte de Turenne, sous lequel il se distingua.
Le 28 août 1674, il est fait mestre de camp d'un régiment de cavalerie de son nom qui sera incorporé le 15 août 1679 dans le régiment de Beaupré cavalerie. Son régiment est rétabli le 15 janvier 1684.
Il servit en 1675 en Flandre sous le Maréchal de Luxembourg qui se tint sur la défensive, et se contenta d'envoyer quelques partis. Le Marquis de Villars en commanda un de 400 chevaux avec lequel il chargea la nuit un détachement de cavalerie ennemie, le renversa le mit en fuite et fit plusieurs prisonniers. S'étant approché à la pointe du jour de l'armée, du Prince d'Orange pour en enlever les gardes avancées il vit un gros corps des ennemis marcher de la gauche pour le couper. Il se retira dans les bois voisins reparut quelques heures après comme s'il eût été un parti de Hollande qui revenait de la guerre, enleva les gardes de cavalerie, tua ou prit les Capitaines qui se promenaient le long du camp. Toute l'aile gauche des ennemis monte à cheval, le Marquis de Villars rentre dans le bois passe un ruisseau, forme ses troupes et demeure en bataille. Les ennemis n'osant pas passer le ruisseau en sa présence, Villars se retire alors avec ses prisonniers.
En 1676, il servit aux sièges de Condé et d'Aire et se porta au secours de Maastricht.
En 1687, en qualité d'envoyé officieux, il est dépêché à Munich en vue d'entamer des négociations avec l'électeur de Bavière pour le convaincre, en vain, d'infléchir sa politique dans un sens plus favorable aux intérêts français. Son ascension est favorisée par Madame de Maintenon qui contrecarre son opposant, le ministre Louvois. Dans les années précédant la guerre de Succession d'Espagne, il est envoyé extraordinaire à Vienne où son action est appréciée par Louis XIV.
Il se démet de son régiment le 20 août 1688, est fait brigadier de cavalerie le 24 août, puis Commissaire général de la cavalerie le 2 septembre 1688.
Nommé lieutenant général des armées du roi le 30 mars 1693, il est employé à l'armée d'Allemagne où il obtient le commandement de la cavalerie le 27 avril. En 1696, il est employé à l'armée d'Italie où il commande la cavalerie par commission du 17 avril. Il commande encore la cavalerie à l'armée du Rhin en 1697.

### Maréchal de France

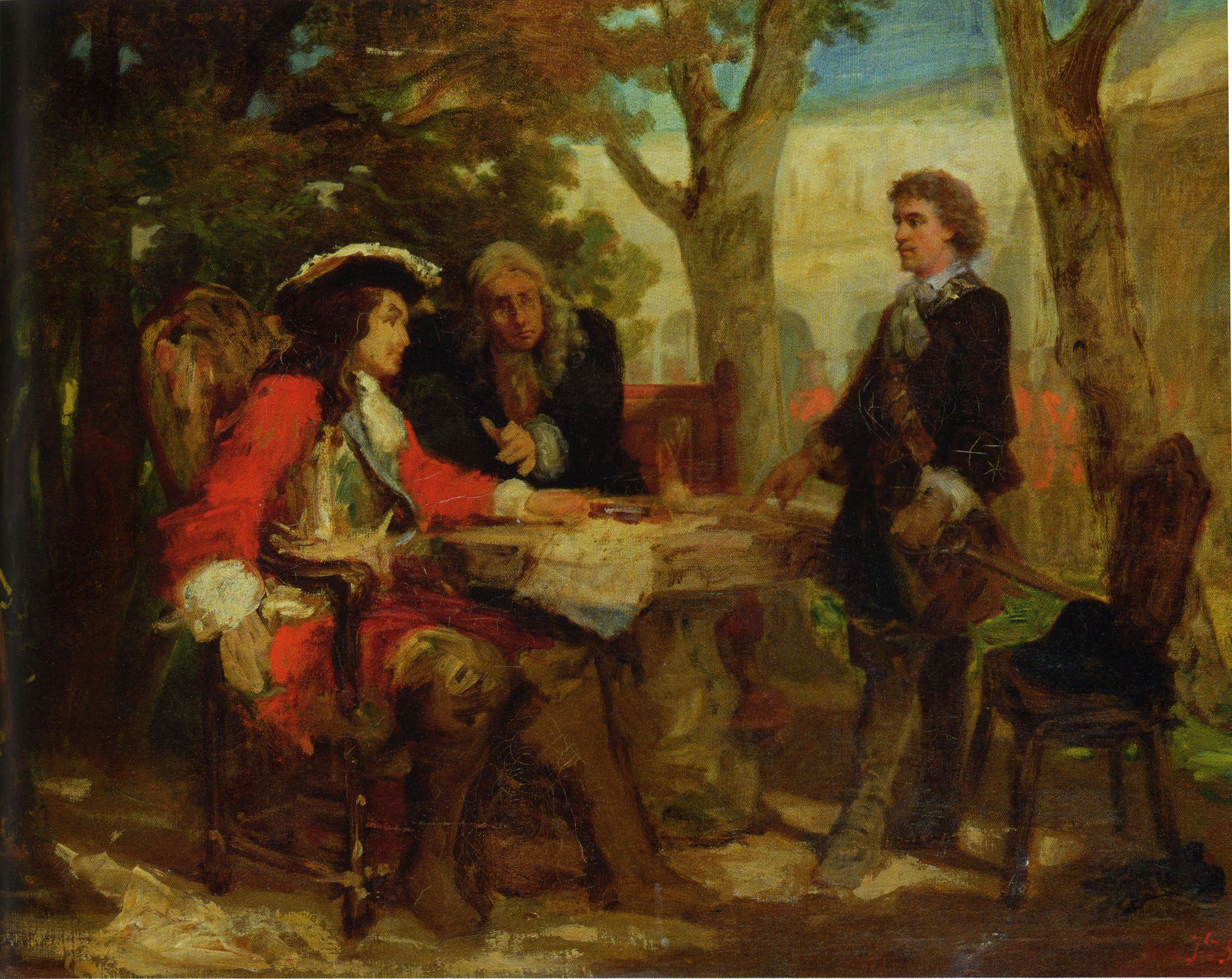
Entrevue de Jean Cavalier, chef camisard et de Claude Louis Hector de Villars, maréchal de France, à Nîmes le 16 mai 1704, musée des Beaux-Arts de Nîmes.

Villars sert à l'armée d'Allemagne sous le maréchal de Catinat le 8 mai 1702, et prend le commandement d'un corps détaché de cette armée le 18 septembre, devant faire la jonction avec les troupes de l'Électeur. Il se rend à Huningue le 30 septembre où il se retranche, puis prend Neubourg, sur la droite du Rhin, avec mille hommes le 11 octobre à la faveur d'un renseignement ; cette prise ouvrait le Brisgau et menaçait les communications du prince de Bade avec Fribourg.
Après sa victoire sur le prince de Bade à la bataille de Friedlingen le 14 octobre, il devient maréchal de France par état du 20 octobre 1702. L'année suivante, il bat les Impériaux à Höchstädt. En mai 1703, déçu du manque de succès militaires significatifs depuis le début de la guerre et de l'échec des tentatives de désarmement des Cercles de Souabe et de Franconie, il propose à Louis XIV de revenir à la politique de la terre brûlée des décennies précédentes et d'ordonner de « dévaster » le pays.
En avril 1704, il part remplacer le maréchal de Montrevel dans la guerre contre les camisards afin de négocier la fin des combats. Il est fait duc de Villars en 1705.
En 1706, il fait construire, en basse Alsace la ligne de défense de la Lauter.

### Le «vainqueur de Denain»

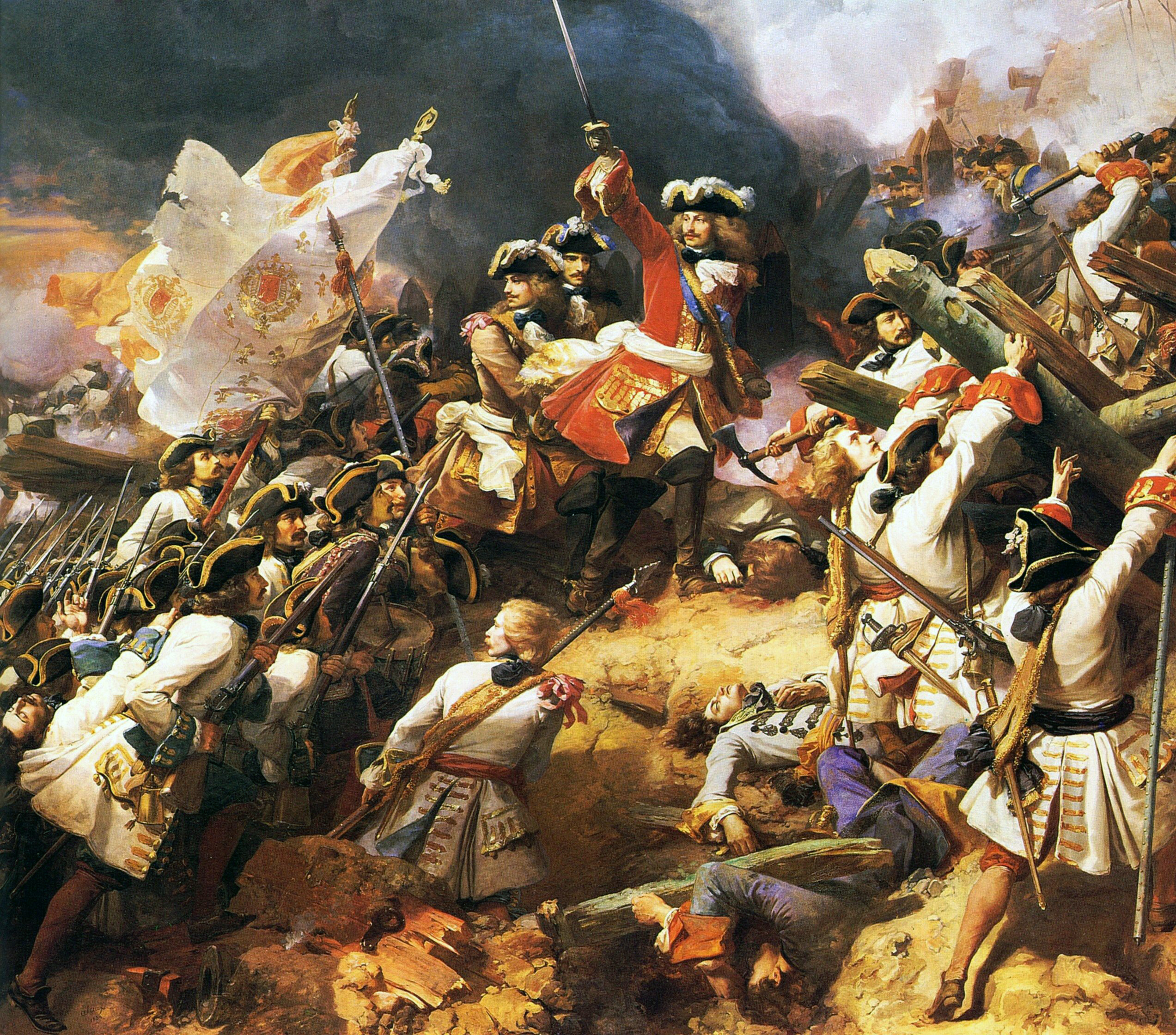
Villars à la bataille de Denain, peinture de Jean Alaux (1788–1858).

En 1709, il est blessé à la bataille de Malplaquet, où les alliés victorieux subissent plus de pertes que les Français vaincus. À la suite de cette action, il est fait pair de France.

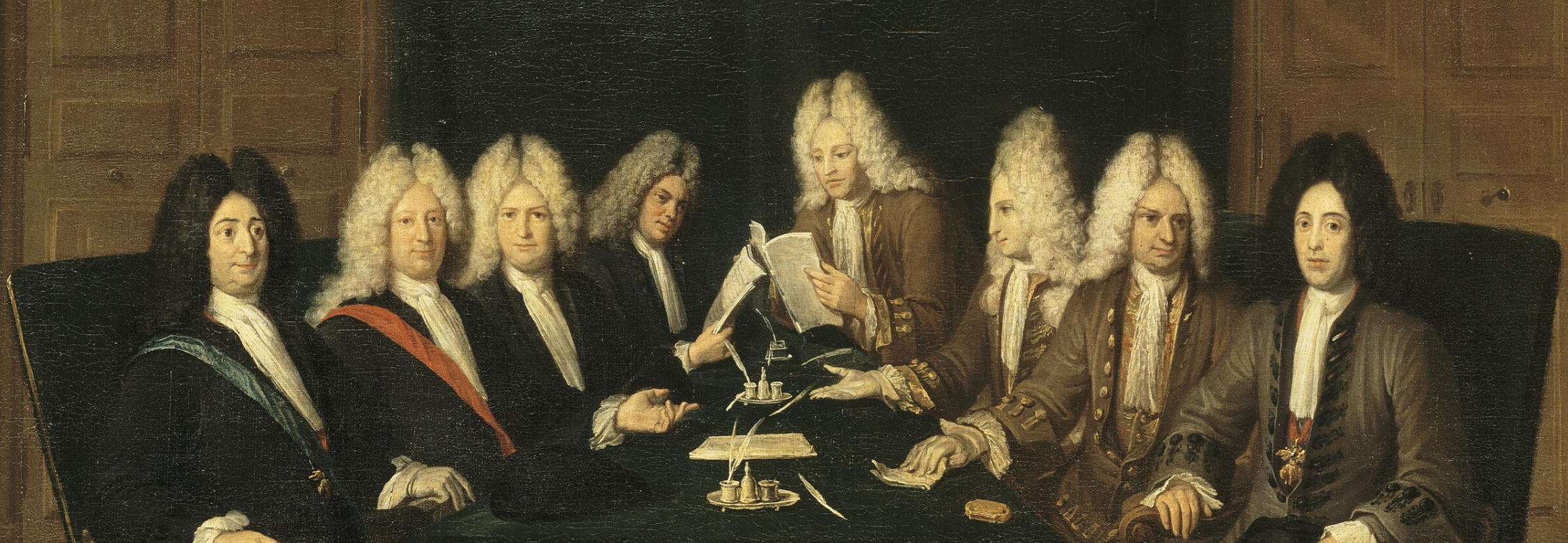
Villars (à g.) et Eugène de Savoie (à dr.) parmi les plénipotentiaires réunis au congrès de Baden en 1714, toile de Johann Rudolf Huber (extrait).

Entre 1710 et 1712, il est nommé gouverneur de la ville de Metz. Ceci lui permet de continuer la perception de revenus, mais surtout de lui assurer sa convalescence.
En 1712, par sa victoire de Denain, il sauve les armées de Louis XIV de la défaite. La même année, il devient gouverneur de Provence, fonction qu'il conservera jusqu'à sa mort, et à laquelle son fils lui succède. En 1713, par la reprise de Landau, il met en échec son vieil adversaire Eugène de Savoie. Les deux généraux se retrouvent l'année suivante comme négociateurs du traité de Rastatt en mars et du traité de Baden en septembre. Les deux hommes s'estimaient mutuellement et Villars aurait dit à Eugène : « Mes ennemis sont à Versailles, et les vôtres à Vienne ».

### Président du Conseil de la guerre
Il est élu au 18e fauteuil de l'Académie française en 1714.
De 1715 à 1718, sous la Régence, il préside le Conseil de la guerre. Il s'investit consciencieusement dans sa présidence et sa collaboration avec le duc de Guiche, vice-président de ce Conseil de la guerre, se passe dans des conditions acceptables. Mais en 1718, le Conseil de la guerre devient, selon le mot de Saint-Simon, "une pétaudière". Villars est déstabilisé à la fois par les querelles de préséance avec le duc de Bourbon et par la concurrence de Claude Le Blanc, qui travaille directement avec le Régent. Ce dernier décide de se rendre régulièrement au Conseil de la guerre pour apaiser les tensions. Au cours de l'année 1718, l'activité du Conseil de la guerre, comme celle des autres conseils de la Polysynodie, décline considérablement, que ce soit en termes de fréquence des réunions ou de volume des affaires traitées. Finalement, le 24 septembre 1718, le Régent met fin à la polysynodie, qui se grippe et est l'objet de critiques de plus en plus fortes. Le Conseil de la guerre est supprimé par une simple lettre du Régent à Villars.

### Maréchal général deLouisXV
En 1733, un an avant sa mort, il reçoit de Louis XV la dignité de maréchal général des camps et armées du roi, portée avant lui par Henri de La Tour d'Auvergne, vicomte de Turenne. En 1734, Villars, encore vert à quatre-vingt-un ans prenait, en Italie, le commandement de 40 000 Français, de 12 000 Piémontais et de 21 000 Espagnols pour conquérir en trois mois le Milanais lors de la guerre de Succession de Pologne. Mais, après être tombé malade, il demanda son rappel en France. Il n'eut pas le temps de revoir sa patrie et mourut dans son lit à Turin le 17 juin 1734.
Parmi les mots qu'on lui doit, quand il apprend que Berwick avait eu la tête emportée par un boulet lors du siège de Philippsburg (cinq jours avant sa propre mort), Villars dit : « Cet homme a toujours eu plus de chance que moi ! »
Dans son testament, Villars a constitué près de 2 500 livres tournois de pension aux plus anciens soldats des régiments où il a servi ou qu'il a commandé. Ainsi, même proche de la mort, il se comporte en chef de guerre.

### Mariage et descendance
Il épouse le 1er février 1702 Jeanne Angélique Roque de Varengeville, fille de Jacques Roque, chevalier, seigneur de Varengeville, ambassadeur à Venise, secrétaire des commandements du duc d'Orléans, et de Charlotte Angélique Courtin des Mesnuls. Beaucoup plus jeune que lui, elle meurt le 3 mars 1763. Elle lui apporte l'hôtel de Varengeville, construit par sa mère à Paris, dans le Faubourg Saint-Germain, qu'elle vendra en 1736, le comté des Mesnuls, provenant de sa famille maternelle, qu'elle vend en 1739, et la seigneurie de Galleville, provenant de sa famille paternelle, que leur fils vendra en 1764. Dont :
- Armand Honoré de Villars, second et dernier duc de Villars, pair de France, brigadier des armées du Roi, gouverneur de Provence, grand d'Espagne, chevalier de la Toison d'or, membre de l'Académie Française (4 octobre 1702 - 27 avril 1770), marié en 1721 avec Gabrielle Amable de Noailles[11].
- Louis de Villars (22 décembre 1703 - 8 août 1704).

### Patrimoine
Le maréchal de Villars a fait construire le château de Larochemillay. Il acquiert également la vicomté de Melun en partie et le château de Vaux-le-Vicomte (siège de son duché de Villars, 1705). En 1710, il devient également propriétaire de l'hôtel de Navailles, dans le faubourg Saint-Germain, qu'il fait agrandir. Séparé en deux au XIXe siècle, la partie Est, dite « grand hôtel de Villars », est devenue la mairie du 7e arrondissement de Paris tandis que la partie Ouest, dite « petit hôtel de Villars », accueille aujourd'hui les élèves de collège de l'établissement scolaire Paul Claudel-d'Hulst.

### Sculptures et peinture
Le buste du maréchal de Villars, par Antoine Coysevox, daté 1718, appartient depuis 1825 aux collections de la famille royale britannique, au château de Windsor. Une autre statue, par Nicolas Coustou, à l'hôtel de ville d'Aix en Provence, le représente en pied.
Hyacinthe Rigaud exécuta de lui en 1705 un grand portrait d'apparat, dont il existe plusieurs répliques.

## Jugement de ses contemporains

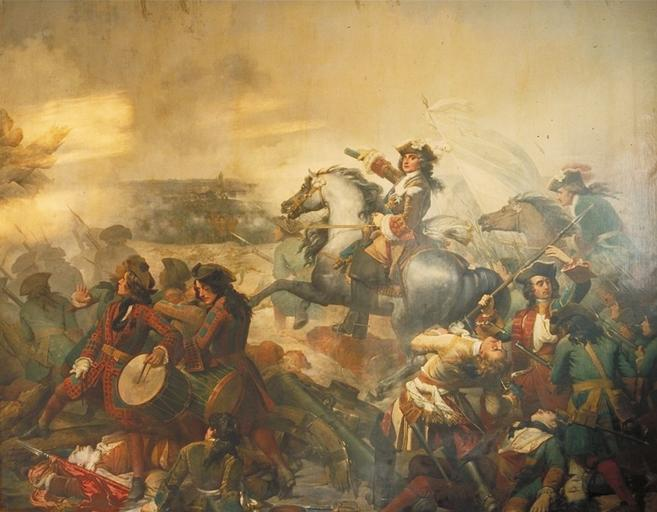
Le maréchal de Villars à la bataille de Denain (peinture de Raymond Monvoisin).

Voltaire a dit de lui : « Il savait par cœur les beaux endroits de Corneille, de Racine, et de Molière. Je lui ai entendu dire un jour à un homme d’État fort célèbre, qui était étonné qu’il sût tant de vers de comédie : « J’en ai moins joué que vous, mais j’en sais davantage. ». Le vers souvent attribué à Voltaire, « L’heureux Villars, fanfaron plein de cœur », considéré par certains comme une juste appréciation du duc de Villars, serait une interpolation.

## Le stratège
Le maréchal de Villars, rendu célèbre par la victoire de Denain, était un général prudent, mais savait dans l'occasion exposer sa vie comme un soldat. Comme on le pressait de mettre une cuirasse, pendant un combat qui paraissait devoir être sanglant, il s'y refusa, et dit à haute voix, au milieu des troupes : « Je ne crois pas ma vie plus précieuse que celle de tous ces braves gens ». Une autre fois, comme on lui conseillait de ne point aventurer une existence aussi importante que la sienne, il répondit qu’« un général devait exposer sa vie comme il exposait celle des autres. »

## Iconographie

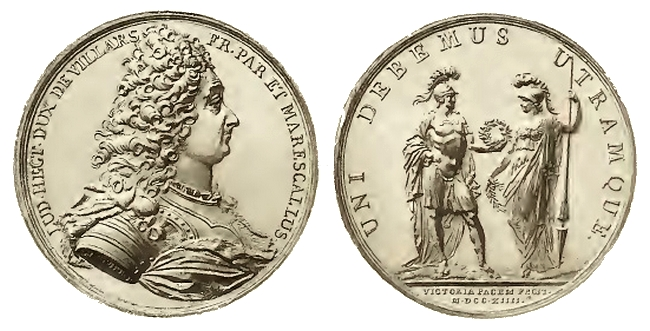
Médaille frappée en 1714 pour la Paix d'Utrecht.
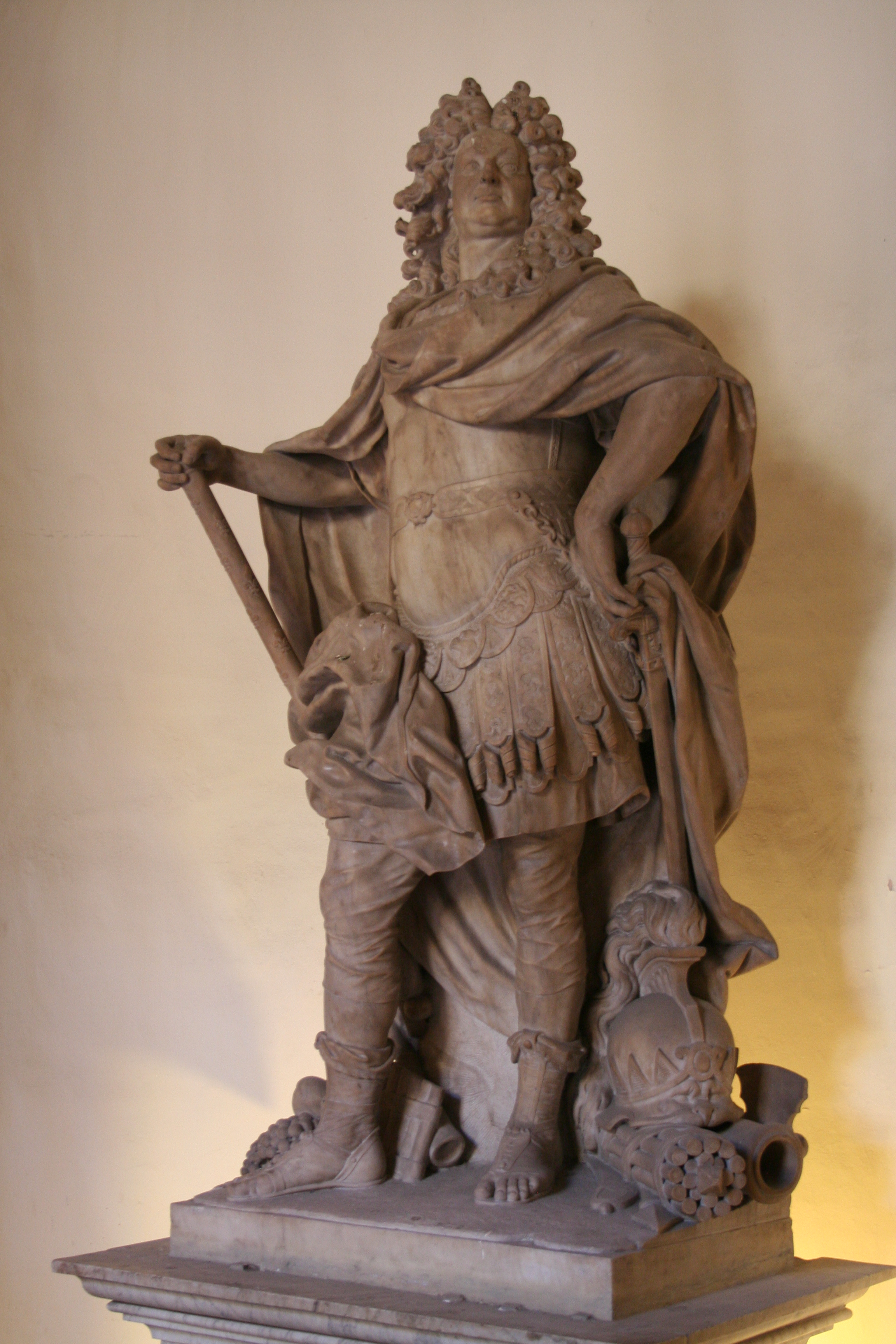
Statue de Claude Louis Hector de Villars, Hôtel de ville d’Aix-en-Provence.
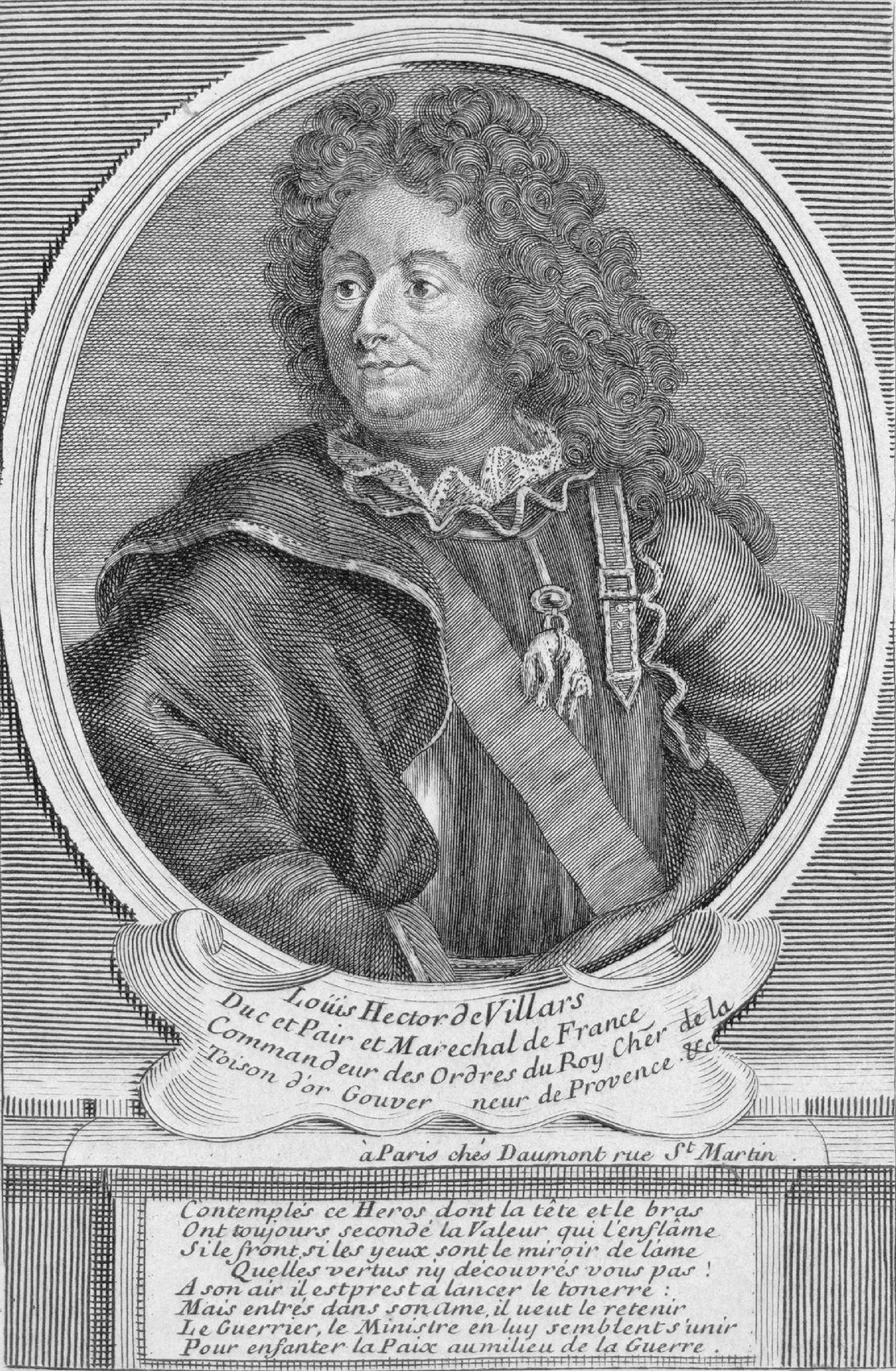
Claude Louis Hector de Villars, gravure éditée par Daumont.

## Publications
- Mémoires du duc de Villars, pair de France, Maréchal général des armées de S. M. T. C. (3 volumes, 1735-36). Les deux derniers volumes sont des faux fabriqués par l'abbé qui les édita.
- Campagne de Monsieur le maréchal de Villars en Allemagne, l'an MDCCIII, contenant les Lettres de ce maréchal et celles de plusieurs autres officiers généraux au Roi et à M. de Chamillart, avec les Réponses du Roi et de ce ministre ; recueil formé sur les originaux qui se trouvent en dépôt au Bureau de la guerre de la Cour de France (2 volumes, 1762) ;
- Vie du Maréchal duc de Villars, écrite par lui-même et donnée au public par M. Anquetil, 1784-1785, Paris, Moutard, 4 volumes, tome premier, tome second, tome troisième, tome quatrième ;
- Mémoires du maréchal de Villars, publiés, d'après le manuscrit original, pour la Société de l'histoire de France, et accompagnés de correspondances inédites, par M. le Mis de Vogüé (6 volumes, 1884-1904).

## Armoiries
| Figure | Blasonnement                                                                               |

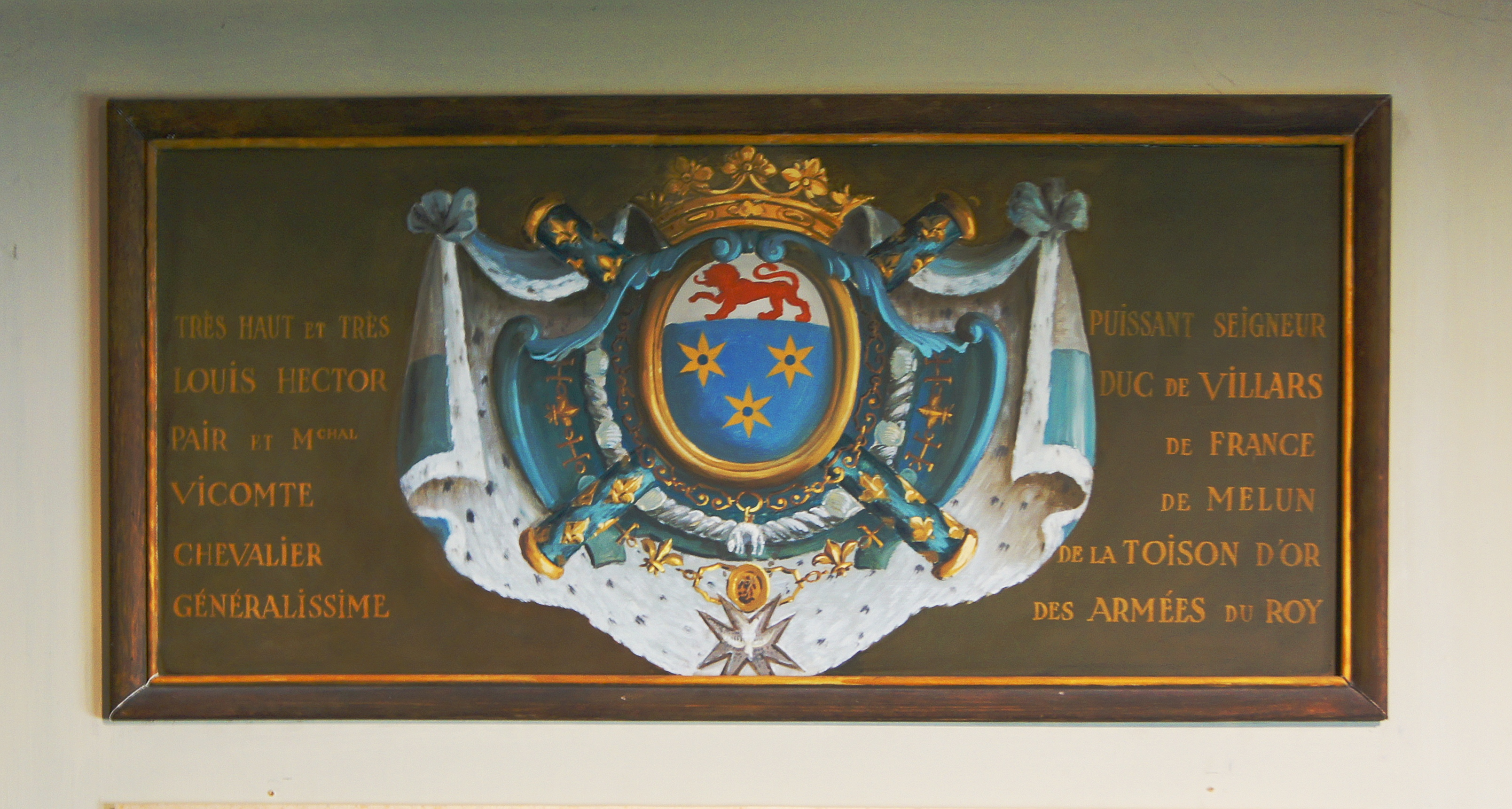
Armoiries du duc de Villars à Vaux-le-Vicomte.

|        | D'azur, à trois molettes (6) d'or, au chef d'argent chargé d'un lion léopardé de gueules., |